# Behram Abduweli
Behram Abduweli (拜合拉木·阿卜杜外力S, Bàihélāmù ĀbǔdùwàilìP; Yining, 8 marzo 2003) è un calciatore cinese, attaccante del Shenzhen Xin Pengcheng.

## Carriera

### Club
Ha giocato nella prima divisione cinese.